# (仮)TV
『(仮)TV』（かっこかりてれび）は、東京MXで2015年4月7日から2015年9月29日まで毎週火曜1:20 - 1:35に、サンテレビでは同日1:46 - 2:00に放送していたお色気バラエティ番組である。

## 概要
日本のアダルトビデオメーカーケイ・エム・プロデュースのレーベルであるミリオンの専属女優で作るアイドルグループ・ミリオンガールズZと同じくミリオンの広報である元AV女優・成瀬心美と吉本興業所属のトリオ芸人ジャングルポケットが出演する、「性」を主なテーマとするバラエティ番組。
司会進行は決まっておらずテーマにより毎回変わる。制作は「(仮)TV」製作委員会。

## 出演者
- 成瀬心美
- ジャングルポケット
  - おたけ、斉藤慎二、太田博久
- ミリオンガールズZ
  - 星美りか、佐倉絆、友田彩也香、桜井あゆ、絢森いちか（研究生）、水嶋杏樹（研究生）

## 放送リスト
1. 初回放送（2015年4月7日）
2. AV業界の噂これってウソ?ホント?（4月14日）
3. AV業界の噂これってウソ?ホント?第2弾!（4月21日）
4. AV業界の噂これってウソ?ホント?第3弾!（4月28日）
5. アダルト日本史を学ぼう 前半戦!（5月5日）ゲスト：安田理央
6. アダルト日本史を学ぼう 後半戦!（5月12日）ゲスト：安田理央
7. 勝手に妄想女子会（5月19日）
8. 勝手に妄想女子会後編（5月26日）
9. 業界の裏側に潜入!〜AV撮影現場編〜（6月2日）[1]※水嶋杏樹初出演
10. 業界の裏側に潜入!〜AV撮影現場編〜（6月9日）
11. 秘密の地下国会（6月16日）
12. 秘密の地下国会後編（6月23日）
13. 日本一のナンパ師が見極める!尻軽女決定戦!（6月30日）ゲスト：草加大介
14. 日本一のナンパ師が見極める!尻軽女決定戦!後編（7月7日）ゲスト：草加大介
15. (仮)テレ!ふしぎ発見!（7月14日）
16. 大人の遠足#1（7月21日）ゲスト：月花、飛室イヴ ※絢森いちかラスト
17. 大人の遠足#2（7月28日）ゲスト：月花、飛室イヴ
18. 大人の遠足#3（8月4日）ゲスト：月花、飛室イヴ
19. 大人の遠足#4SM上級編#1（8月11日）ゲスト：奈加あきら
20. 大人の遠足#5SM上級編#2/大人の社会見学#1（8月18日）ゲスト：奈加あきら
21. 大人の社会見学#2（8月25日）
22. 目指せカリスマAV男優!カリテレ就職説明会!#1（9月1日）ゲスト：しみけん、黒田悠斗、森林原人、ぽこっしー、嵐山みちる
23. 目指せカリスマAV男優!カリテレ就職説明会!#2（9月8日）ゲスト：しみけん、黒田悠斗、森林原人、ぽこっしー、嵐山みちる
24. 目指せカリスマAV男優!カリテレ就職説明会最終章!（9月15日）ゲスト：しみけん、黒田悠斗、森林原人、ぽこっしー、嵐山みちる、綾波ゆめ
25. AVを愛する人達に聞きました!カリテレインタビュークイズ!（9月22日）ゲスト：綾波ゆめ VTRゲスト：徳田重男
26. AVを愛する人達に聞きました!カリテレインタビュークイズ!後編（9月29日）ゲスト：綾波ゆめ
※東京MX1:10開始、サンテレビ1:35開始、10分拡大放送。

## エンディングコーナー
エンドロール、次回予告が終わった後のミニコーナー。#18で終了。
- ささやき女優 いやらしく聞こえる言葉を1度だけささやき、テロップでその言葉を説明する。
- 30～thirty～ 目隠しをして動物などの形に作られた飴・模型を30秒間、舐めたり口に含んだりして何かを当てる。
- つくってみよう かみねんどで指定されたものをつくってみる。
- 盛り場放浪記

## スタッフ
企画・演出：成田真司
作家：佐藤大地、永井ふわふわ
タイトルCG：グレートインターナショナル
撮影：田中秀幸
VTR編集：鈴木大知
MA：谷澤宗明
音効：齋藤紅巳
ヘアメイク：魚住真弓
技術協力：Sala、ザ・チューブ
ディレクター：兼丸洋介、鳥羽浩平
プロデューサー：尾台優美
制作協力：navenir
製作著作：「(仮)TV」製作委員会